# Dal Medioevo al Rinascimento
Dal Medioevo al Rinascimento è un album di Antonino Riccardo Luciani pubblicato in Italia dalla RCA Original Cast nel 1975 e in Francia dalla April Orchestra nel 1977.
I brani Chanson balladée e Clerici vagantes sono stati utilizzati come sigle dei programmi Almanacco del giorno dopo (Rai 1) e Drusilla e l'almanacco del giorno dopo (Rai 2).

## Tracce
Lato A
Musiche di Antonino Riccardo Luciani.
1. Gagliarda – 2:35
2. Chanson balladée – 2:56
3. Lauda spirituale – 2:48
4. Ballata rinascimentale – 1:53
5. Cantus medioevale – 1:48
6. Spagnoletta amorosa – 1:58
7. Pavana – 2:40

Lato B
Musiche di Antonino Riccardo Luciani.
1. Giullari a corte – 2:44
2. Cantus del Mille – 2:11
3. Musica carnascialesca – 1:53
4. Canzone trovadorica – 3:55
5. Clerici vagantes – 1:54
6. Clerici vagantes (senza percussione) – 1:53
7. Canzona provenzale – 2:58